# Dymaxionhuset

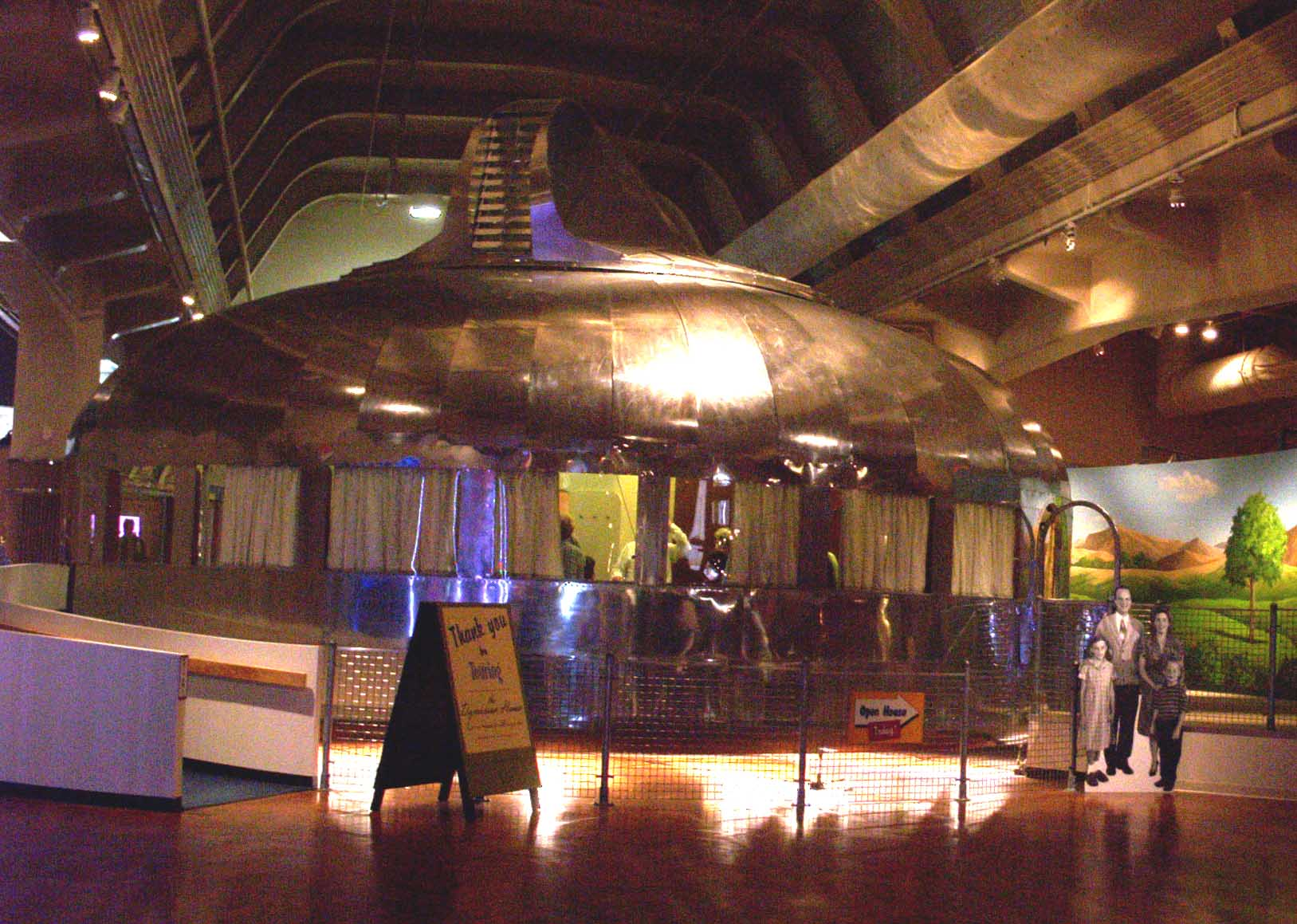
Dymaxion House är utställt på Henry Ford Museum

Dymaxionhuset designades av uppfinnaren och arkitekten Buckminster Fuller för att möta flera upplevda tillkortakommanden med befintliga tekniker för att bygga bostäder. Fuller tog fram flera versioner av huset vid olika tidpunkter, men alla var fabrikstillverkade byggsatser, som monterades på plats, avsedda att vara lämpliga för varje plats eller miljö och att använda resurserna effektivt. Ett viktigt övervägande var konstruktionens lätthet att frakta och montera.
Ordet Dymaxion är ett varumärke som Fuller använde till flera av sina uppfinningar.

## Historia
Dymaxionhuset togs fram 1929 efter två års utvecklingsarbete, och designades om senare 1945. Buckminster Fuller ville massproducera ett badrum och ett hus. Hans första "Dymaxion"-konstruktion baserades på formen hos en sädessilo. Under Andra världskriget uppdrog USA:s armé åt Fuller att skicka dessa hus till Persiska viken. 1945, gjorde science-fictionförfattaren Robert A. Heinlein en beställning på ett hus som skulle levereras till Los Angeles, men beställningen fullföljdes aldrig.
Det sibiriska sädesmagasinet var det första system i vilket Fuller märkte en "kupoleffekt". I många installationer hade rapporterats att i en kupol skapas en lokal och vertikal värmedriven virvel som suger ner kalluften i kupolen om kupolen ventileras väl (en ventil på toppen och ventiler längs periferin). För att få samma effekt i huset använde sig Fuller av ett liknande ventilsystem som han anpassade.
Den slutliga designen av Dymaxionhuset använde en vertikal central pelare av rostfritt stål med stöd i en punkt. Konstruktionselement som liknade ekrar på ett cykelhjul hängde ner och höll upp taket medan balkar strålade ut radiellt och stödde upp golvet. Kilformade metallskivor av aluminium utgjorde yttertak, innertak och golv. Varje byggelement sattes ihop på marken och winschades sedan upp längs centralpelaren. Dymaxionhuset representerar den första medvetna ansträngningen att bygga en självständig (oberoende) byggnad under 1900-talet.
Huset var en prototyp avsedd att använda en förpackande toalett, vattenlagring och en konvektionsdriven ventilation som var inbyggd i taket. Det var utformat för stormiga områden i världen: tempererade Stillahavsöar, och de stora slätterna i Nordamerika, Sydamerika och Eurasien. I de flesta moderna hus används största delen av vattnet till tvätt, dusch och toalett, medan dryck, matlagning och disk står för mindre än 20 liter per dag.  Dymaxionhuset var tänkt att reducera vattenförbrukningen genom ett gråvattensystem, en förpackande toalett, och en "fogger" (”dimmdusch”) för att ersätta en traditionell dusch. Dimmduschens funktion byggde på att smutsen avlägsnades med hjälp av en blandning av väl komprimerad luft och vatten, men med mycket små vattendroppar för att vara komfortabel.

## Beskrivning

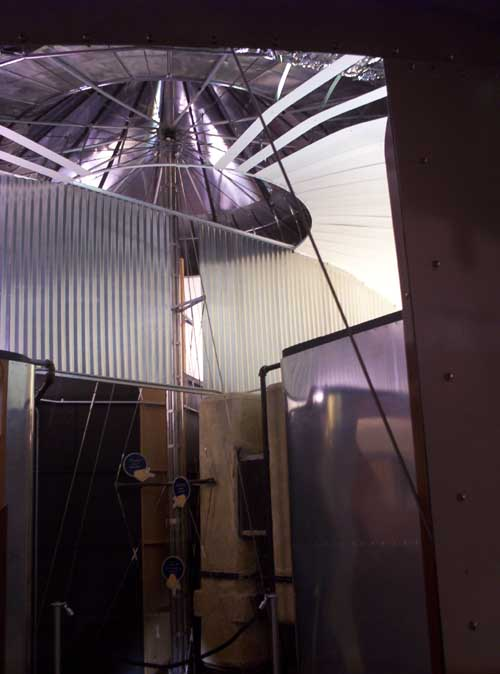
Interiör av Dymaxionhuset som visar några byggnadsdetaljer. Synliga är det delvis monterade aluminiumtaket, strävorna och det yttre taket såväl som den centrala pelaren som stöder hela byggnaden och innehåller installationer och avlopp.

Två Dymaxionhus byggdes som prototyper – ett inomhus ("Barwisehuset") och ett utomhus ("Danburyhuset"). Inget Dymaxionhus byggdes helt enligt Fullers intentioner och var bebott. De två enda prototyperna av det runda aluminiumhuset köptes av investeraren William Graham, tillsammans med oanvända sorterade prototypelement som räddning efter att riskprojektet misslyckats. 1948 konstruerade Graham en hybridversion av Dymaxionhuset som sitt familjehem. Familjen Grahams bodde där fram till 1970-talet. Graham byggde upp det runda huset på sin sjötomt, stängde av ventilationen och andra inre installationer. Huset var bebott under cirka 30 år, även om det var som en utbyggnad till ett existerande ranchhus, snarare än som ett fristående så som det var tänkt av Fuller. 1990 donerade Grahamfamiljen detta hus, och alla prototypdelar, till Henry Ford Museum. En besvärlig process tog vid för att konservera så många originaldelar och system som det var möjligt och återställa resten genom att använda Fullers originaldokument från prototyparbetet. Huset sattes upp i sin helhet inomhus på Henry Ford Museum 2001.
Eftersom det inte fanns några spår efter det viktiga interna regnvattensystemet, uteslöts några delar av det regnuppsamlande systemet i det restaurerade utställningshuset. Taket utformades för att leda vattnet in och till regnvattenavloppet och sedan till cisternen, hellre än att ha ett perfekt vattentätt tak, som var svårt att få att passa ihop.
Det skulle ha varit en förpackande toalett utan användning av vatten som snyggt krympförpackade avfallet för att det skulle kunna hämtas senare för kompostering. Under processen med prototyperna ersattes den förpackande toaletten omedelbart av ett konventionellt system med septisk tank eftersom förpackningsplast inte fanns tillgänglig. Andra inslag fungerade som det var tänkt, särskilt uppvärmningen och det passiva luftventilationssystemet, som baserades på ”kupoleffekten”.

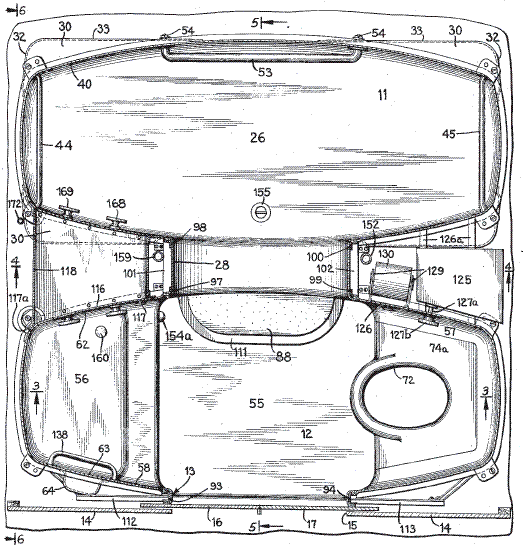
Prefabricerat badrum, Richard Buckminster Fuller, 1940

Invånarna i den mycket modifierade versionen av huset sa att badrummet
var till särskild glädje. Badrummet bestod av två ihopkopplade pressade kopparbubblor, byggt som fyra fågelbon. Bottendelen var helt pläterad i tenn/antimon-legering och toppdelen är målad. Varje bubbla hade ett avlopp. Ingen yta hade en böjradie mindre än 10 cm, för att underlätta rengöring. Toaletten, duschen, badkaret och tvättstället var inbyggd i skalet i ett stycke. En bubbla innehöll en förhöjt ergonomiskt badkar och dusch, högt nog för att bada barn utan att böja sig, cirka 40 cm upp. Det ovala badkaret hade kranar monterade på insidan till vänster om ingången. Den andra bubblan var badrummet försett med toalett och tvättställ. Ventilationen av badrummet utgjordes av en stor tyst fläkt under tvättfatet, som höll odören borta. All belysning var helt inbyggd. För att förhindra dimbildning var spegeln vänd inåt badrumsskåpet, som ventilerades av fläkten. En badrumsversion i plast fanns i handeln då och då fram till 1980-talet.
De stora vändbara fönstren och de lätta byggnadselementen var populära hos barnen, som kravlade runt på fönsterblecken och lekte i de cykelhjulsliknande strävorna.

## Kritik
Kritiken mot Dymaxionhuset riktar in sig på den antagna oflexibla designen som helt och hållet bortser från platsen och det arkitektoniska språket, och dess användning av energiintensiva material sådana som aluminium, hellre än adobe eller tegel. Fuller valde aluminium för dess lätta vikt, stora styrka, och långa hållbarhet. Faktorer som kan argumenteras för och som kompenserar för den initiala produktionskostnaden. Aluminium var också det logiska valet om husen skulle komma att byggas på flygplansfabriker, vilka, eftersom Andra världskriget var slut, hade en avsevärd överkapacitet. 